# Dreisäulerkopf
Der Dreisäulerkopf ist eine 1629 m ü. NHN hohe Graterhebung im Klammspitzkamm in den Ammergauer Alpen auf der Grenze der Gemeinden Saulgrub und Ettaler Forst.
Der eher selten besuchte, bewaldete Gipfel wird meist als Gratwanderung zum Hennenkopf mitbegangen.